# 174
Évszázadok: 1. század – 2. század – 3. század
Évtizedek: 120-as évek – 130-as évek – 140-es évek – 150-es évek – 160-as évek – 170-es évek – 180-as évek – 190-es évek – 200-as évek – 210-es évek – 220-as évek
Évek: 169 – 170 – 171 – 172 –  173 – 174 – 175 – 176 – 177 – 178 – 179

## Események

### Római Birodalom
- Lucius Aurelius Gallust (helyettese Marcus Aemilius Macer Saturninus) és Quintus Volusius Flaccus Cornelianust választják consulnak.
- A kvádok elűzik Róma-barát királyukat, Furtiust és Ariogaesust választják meg helyette. Marcus Aurelius nem ismeri el az új királyt, mire a kvádok megtagadják a hadifoglyok átadását. Marcus Aurelius megtámadja és teljesen meghódoltatja őket, Ariogaesust fogolyként Alexandriába küldi.
- Meghal Szótér, Róma püspöke. Utóda Eleutherosz.

## Halálozások
- Szótér pápa

## Fordítás
- Ez a szócikk részben vagy egészben  a(z)   174 című francia Wikipédia-szócikk ezen változatának fordításán alapul.  Az eredeti cikk szerkesztőit annak laptörténete sorolja fel. Ez a jelzés csupán a megfogalmazás eredetét és a szerzői jogokat jelzi, nem szolgál a cikkben szereplő információk forrásmegjelöléseként.